# Gordon Heights
Gordon Heights és una concentració de població designada pel cens dels Estats Units a l'estat de Nova York. Segons el cens del 2000 tenia 3.094 habitants.

## Demografia
Segons el cens del 2000, Gordon Heights tenia 3.094 habitants, 856 habitatges, i 678 famílies. La densitat de població era de 706,9 habitants per km².
Dels 856 habitatges en un 45,4% hi vivien nens de menys de 18 anys, en un 47,9% hi vivien parelles casades, en un 24,8% dones solteres, i en un 20,7% no eren unitats familiars. En el 14,7% dels habitatges hi vivien persones soles el 4,6% de les quals corresponia a persones de 65 anys o més que vivien soles. El nombre mitjà de persones vivint en cada habitatge era de 3,53 i el nombre mitjà de persones que vivien en cada família era de 3,83.
Per edats la població es repartia de la següent manera: un 35,2% tenia menys de 18 anys, un 7,9% entre 18 i 24, un 29,4% entre 25 i 44, un 18,7% de 45 a 60 i un 8,7% 65 anys o més.
L'edat mediana era de 31 anys. Per cada 100 dones de 18 o més anys hi havia 91 homes.
La renda mediana per habitatge era de 56.250 $ i la renda mediana per família de 54.450 $. Els homes tenien una renda mediana de 39.120 $ mentre que les dones 31.797 $. La renda per capita de la població era de 17.516 $. Entorn del 8,9% de les famílies i el 10,5% de la població estaven per davall del llindar de pobresa.